# Abd-en-Nur
 Abd-en-Nur ou Oulad-Abdenour (em árabe: أولأد عبد النور) é uma Confederação da Argélia formada por cerca de trinta tribos ou ferktas, de chauías principalmente, descendentes dos kutamas. Habitavam a 70 km. SO de Constantina. No século XIX, observou-se que já se encontravam em transição linguística para o árabe, e consistiam de 23.464 pessoas em 1864.